# Lauren Child
Lauren Child, nata Helen Child (Berkshire, 29 novembre 1965), è una scrittrice e illustratrice britannica Attiva da fine anni novanta, è autrice della serie di libri per bambini Charlie e Lola.

## Biografia
È la seconda di tre sorelle. Inizia a pubblicare i suoi libri a partire dal 1999.